# Next to Normal
Next to Normal is een Amerikaanse rock-musical met de teksten van Brian Yorkey en de muziek van Tom Kitt. De musical begon in 2008 Off-Broadway, maar werd zo'n doorslaand succes dat ze in april 2009 naar het Broadway Theatre op Broadway verhuisde.  De productie sloot op 16 januari 2011, na in totaal 754 voorstellingen. Next to Normal was daarna in onder andere Noorwegen, de Filipijnen en Australië te zien. De Nederlandse productie ging op 16 januari 2012 in première, in het DeLaMar theater in Amsterdam.
Het stuk vertelt het verhaal van een, op het eerste gezicht, doodnormale vrouw, echtgenote en moeder die vecht met een ingrijpende gebeurtenis en de impact daarvan op haar gezin. 

## Synopsis
(Tussen haakjes worden de songs aangeduid die op dat punt in het verhaal voorkomen door middel van de Nederlandse songtitels die cursief zijn aangegeven.)

### Akte 1
Diana Goodman, die lijdt aan een bipolaire stoornis (manische depressiviteit) zit tot laat in de nacht te wachten op haar zoon (die het niet zo nauw neemt met de tijd), en probeert intussen haar streverige en overwerkte dochter Natalie gerust te stellen met de gigantische hoeveelheid huiswerk die het pubermeisje heeft. Niet veel later is het reeds ochtend, en bereidt elk gezinslid zich voor op zijn of haar manier om te beginnen aan een nieuwe dag ("Een nieuwe dag"). Op het moment dat Diana's voorbereidingen voor de lunch van man en kinderen een bizarre wending aannemen doordat de boterhammen plots op de tafel, de stoelen én de vloer liggen realiseert de rest van het gezin dat er iets niet in orde is. Terwijl Dan een verwarde Diana helpt zoekt Natalie haar toevlucht op school, al pianospelend in een repetitieruimte ("Alles valt"), waar ze op een gegeven moment onderbroken wordt door Henry. Henry is een klasgenoot die Natalie bekent dat hij het leuk vindt om naar haar pianospel te luisteren. Ook wordt duidelijk dat Henry niet alleen haar pianospel leuk vindt, maar ook  Natalie zelf.
In de daaropvolgende weken bezoekt Diana regelmatig haar therapeut dokter Fine, terwijl Dan steeds buiten in de auto wacht en zich afvraagt hoe hij met zijn eigen depressie moet omgaan, terwijl hij zorg moet dragen voor dit 'niet zo normale' gezin ("Wie maalt er?/Mijn heppiepeppiepillenboer en ik"). Het blijkt dat Diana reeds zestien jaar medicijnen slikt tegen haar bipolaire stoornis, wat regelmatig leidt tot hallucinaties. Dokter Fine blijft haar continu medicatie toedienen totdat Diana aangeeft geen enkel gevoel meer te hebben, waaruit hij dan maar concludeert dat ze stabiel is. 
Intussen groeien Natalie en Henry steeds dichter tot elkaar. Op een gegeven moment verklaart hij zijn liefde voor haar ("Perfect voor jou"), en zoent het koppel voor de eerste keer. Diana ziet dit en realiseert zich dat ze haar beste jaren waarschijnlijk heeft gehad, maar ook dat ze door haar medicatie al haar gevoelens - al haar pieken en dalen - ontzettend mist ("Ik mis de bergen"). Aangemoedigd door haar zoon spoelt ze al haar medicatie weg door het toilet. 
Enkele weken later. Dan kijkt uit naar een diner met het hele gezin ("Wat doen we het goed"), en heeft ook Henry uitgenodigd. Maar dan komt Diana opdagen, terwijl ze 'Happy Birthday' zingt, met een cake in haar handen voor haar jarige zoon. Dan en Natalie zijn geschokt en teleurgesteld. Dan probeert Diana duidelijk te maken dat 'hij er niet meer is' ("Hij is weg"). Hun zoon is al zestien jaar geleden overleden, vlak voor de geboorte van Natalie. Uit pure woede vlucht Natalie naar haar kamer. Dan wil Diana ervan overtuigen om nog eens langs te gaan bij haar therapeut, maar Diana weigert en zegt dat Dan haar niet begrijpt; hij kan nooit de pijn voelen die zij voelt ("Geen idee"). Dan probeert Diana duidelijk te maken dat ze hem moet vertrouwen, maar op dat moment verschijnt plots hun overleden zoon weer op het toneel, die Diana overhaalt juist hem te vertrouwen in plaats van zijn vader ("Ik ben degeen"). Op haar kamer richt Natalie haar woede op Henry. Als Diana haar excuses probeert aan te bieden, weigert Natalie deze omdat ze zich achtergesteld voelt ("Superzoon en de onzichtbare zus").
Dan vindt op het internet een nieuwe therapeut voor Diana, dokter Madden. Diana besluit in behandeling te gaan. Maar ook daar duikt haar zoon weer op om de sessies te onderbreken ("Ik leef"). Dan en Natalie beginnen te twijfelen of de sessies wel echt helpen, maar dokter Madden stelt hypnose voor, om zo op zoek te gaan naar de oorzaak van haar trauma ("Neem jezelf voor/Laat me maar vallen"). Uiteindelijk realiseert Diana zich dat het tijd is om haar zoon te laten gaan. Eenmaal terug thuis besluit ze meteen zijn spullen op te ruimen, maar stuit plotseling op een muziekdoosje ("Mijn droom van jou"). Haar zoon verschijnt, danst met haar en nodigt haar uit om met hem mee te gaan ("Ga je mee"). Ze gaat op de uitnodiging in...
Diana komt verdoofd bij in het ziekenhuis. Ze heeft zichzelf in haar polsen gesneden. Dokter Madden legt Dan uit dat ECT (elektroshocktherapie) een goede mogelijkheid is op genezing voor mensen die bestand zijn tegen de eerder voorgeschreven medicatie. Dan gaat naar huis om de rotzooi op te ruimen die Diana veroorzaakt heeft, en neemt een besluit over wat hij moet doen ("Ik bleef"). De volgende dag hoort Diana zelf van de shocktherapie. Ze valt uit tegen dokter Madden en weigert die behandeling te ondergaan ("Dit is precies die film zeg"), maar Dan weet haar te overtuigen dat dit misschien hun laatste hoop is ("Dat licht in de nacht"). Dan is blij wanneer hij ziet hoe Diana de papieren voor de therapie tekent. Echter, ook de geest van zoonlief is weer aanwezig en ziet dit tot zijn afgrijzen gebeuren...

### Akte 2
Terwijl Diana gedurende een periode van twee weken regelmatig shocktherapie krijgt, zien we hoe Natalie al haar discipline aan het verliezen is en meer begint te experimenteren met drugs en uitgaan ("Was ik maar hier"). Op een dag, wanneer Natalie thuis is, komt Dan met Diana thuis uit het ziekenhuis - maar Diana herkent haar dochter niet meer. Het gezin Goodman komt erachter dat Diana 19 jaar van haar geheugen kwijt is ("Lied van vergeten").
Wanneer Natalie weer eens op school komt wordt ze door Henry geconfronteerd met haar recentelijk negeergedrag en het feit dat ze zo sober is ("Hey #1"). Tegelijkertijd vraagt hij haar ook mee als date voor het eindbal. Natalie vertrekt zonder hem antwoord te geven.
Dan en Diana brengen een bezoek aan Dokter Madden, die hen vertelt dat Diana's geheugenverlies slechts tijdelijk is ("Seconden en jaren"). Hij raadt Dan aan om oude foto's en spullen boven te halen om zo Diana's herstel te bespoedigen. Dan en Natalie volgen zijn raad op ("Beter dan het was"), helaas met weinig succes. Als het muziekdoosje plots weer opduikt tussen de spullen laat Dan het ding snel verdwijnen, waarna Diana in haar herinneringen begint te puzzelen. Dan verschijnt onopgemerkt hun zoon weer, die zich afvraagt wat erger is: de symptomen of de behandeling van zijn moeders stoornis ("Naschok").
Diana biecht aan Dan op dat ze het gevoel heeft dat ze zich wél degelijk iets herinnert, maar er de vinger maar niet op kan leggen. Als Henry langskomt om Natalie te bezoeken staart Diana hem aan; ze bestudeert zijn gezicht en vraagt naar zijn leeftijd. Ze herkent iets van de jongen...maar waar kent ze het van? Intussen gaat Henry naar boven om Natalie alsnog te overtuigen om mee te gaan naar het eindbal ("Hey #2"). Als Natalie weigert 'ja' te zeggen, zegt Henry de volgende dag gewoon weer terug te komen met dezelfde vraag. Hij vertrekt, maar laat een entreekaartje voor het bal achter. 
Enkele dagen later besluit Diana zelf terug te gaan naar Dokter Madden ("Geen idee (Reprise)") ; deze blijft haar echter aanmoedigen om herinneringen op te halen met haar man. Eenmaal thuis besluit ze zelf tussen de spullen te zoeken, en vindt plots het muziekdoosje weer. Ze begint zich iets te herinneren. Dan probeert haar te stoppen, maar de onherroepelijke herinneringen aan haar kleine babyzoontje komen terug ("Vreemd dat je zoiets vergeet"). Als Diana dan vertelt dat ze zich haar zoon als veel ouder herinnert besluit Dan onmiddellijk terug te gaan naar Dokter Madden ("Alles wordt weer oké (Reprise)"). Als Henry arriveert om Natalie (die toch besloten heeft om mee te gaan en in stijl aangekleed klaarstaat) op te halen voor het bal zijn ze getuige van een kwade Dan die het muziekdoosje uit Diana's handen trekt en het ding kapotgooit op de vloer. Natalie is geschokt en rent naar boven, gevolgd door Henry.
Diana stelt Dan de vraag waarom hij, ondanks al de problemen die ze veroorzaakt, toch bij haar blijft. Intussen stelt Nathalie boven aan Henry precies dezelfde vraag ("Waarom?"). Dan en Henry geven beide hetzelfde antwoord: hun belofte om trouw te blijven ("Een belofte"). Als beide koppels elkaar weer in de armen sluiten verschijnt plots de overleden zoon weer ("Ik leef (Reprise)"). Diana ziet hem en wil gelijk naar Dokter Madden. Natalie gaat met haar moeder mee, en belooft Henry hem snel weer te zien. Dan blijft thuis achter, en ook de zoon blijft in de ruimte...
Diana vraagt Dokter Madden wat ze nu moet doen. Deze verzekert haar echter dat haar terugval heel gebruikelijk is. Diana ontdekt voor zichzelf dat het niet haar hersens zijn die beschadigd zijn, maar haar ziel ("De breuk"). Madden probeert haar er nog van te overtuigen de shocktherapie door te zetten ("Neem jezelf voor/Laat me niet vallen (Reprise)"). Hij zegt dat als men haar niet blijft behandelen het catastrofale gevolgen kan hebben. Desalniettemin weigert Diana, en ze vertrekt. Buiten legt ze haar beslissing om te stoppen uit tegen Natalie ("Misschien"), en is zo voor het eerst echt openhartig tegen haar dochter. Ze kan Natalie er uiteindelijk zelfs van overtuigen om toch naar het eindbal te gaan. Eenmaal daar aangekomen biecht Natalie tegen Henry op dat ze vreest om uiteindelijk gek te worden, maar Henry troost haar("Hey #3/Perfect voor jou (Reprise)") en het koppel gaat naar het bal. 
Thuis vertelt Diana aan Dan dat ze hem gaat verlaten. Ze vertelt hem dat hij haar niet altijd kan blijven opvangen; ze moet het risico nemen en haar eigen problemen oplossen ("Zeg, weet je"). Ze vertrekt, en laat de herinnering aan haar overleden zoon achter bij Dan. Dan is verbijsterd en vraagt zich af hoe Diana hem kan verlaten, nu hij haar zo lang heeft bijgestaan. De zoon reageert en zegt dat hij er ook nog is; hij gaat nergens naartoe ("Ik ben degeen (Reprise)"). Dan lijkt aanvankelijk radeloos, maar dan kijkt hij de geest van zijn zoon voor het eerst recht in de ogen, en noemt zijn jongen voor het eerst bij naam: Gabriel. 
Als Natalie thuiskomt vindt ze haar vader in tranen in een donkere kamer. Ze doet het licht aan, troost hem en verzekert dat ze er samen uit zullen komen ("Licht"). Henry komt langs om te studeren en Natalie vertelt hem dat haar moeder bij opa en oma is ingetrokken. Diana is echter alleen, nog steeds niet verlost van pijnen, maar heeft hoop voor de toekomst. Dan bezoekt dokter Madden om naar Diana te informeren, maar blijft uiteindelijk zitten om over zijn eigen problemen te halen. Voor de laatste keer bekijkt Gabriel hen allemaal, en het leven gaat verder...

## Broadway cast
| Rollen                 | Cast               |
| ---------------------- | ------------------ |
| Diana Goodman          | Alice Ripley       |
| Dan Goodman            | J. Robert Spencer  |
| Gabriel "Gabe" Goodman | Aaron Tveit        |
| Nathalie Goodman       | Jennifer Damiano   |
| Henry                  | Adam Chanler-Berat |
| Dr. Fine/Dr. Madden    | Asa Somers         |

## Nederlandse cast
| Rollen                 | Cast                  |
| ---------------------- | --------------------- |
| Diana Goodman          | Simone Kleinsma       |
| Dan Goodman            | Wim van den Driessche |
| Gabriel "Gabe" Goodman | Freek Bartels         |
| Nathalie Goodman       | Michelle van de Ven   |
| Henry                  | Jonathan Demoor       |
| Dr. Fine/Dr. Madden    | René van Kooten       |

## Prijzen
In 2008 won Next to Normal de Outer Critics' Circle Award for Outstanding Score, en was ze genomineerd voor 2 Drama Desk Awards. In 2009 ontving de productie elf nominaties voor de Tony Awards, en won er 3 (Best Original Score, Best Orchestrations, Best Perfomance by a Leading Actress in a Musical). In 2010 kreeg Next to Normal de Pulitzer Prize for Drama, een prijs die maar zelden aan musicals wordt toegekend (de laatste keer was de prijs voor Rent, in 1996).